# Пришиб (Благоварський район)
Приши́б (рос. Пришиб, башк. Пришиб) — село у складі Благоварського району Башкортостану, Росія. Входить до складу Алексієвської сільської ради.
Населення — 907 осіб (2010; 925 в 2002).
Національний склад:
- росіяни — 38 %
- татари — 27 %